# Florentia (plantage)
Florentia was een houtplantage aan de Surinamerivier. Florentia maakte deel uit van de Jodensavanne.
Op de kaart van Lavaux (1737) staat de plantage vermeld als eigendom van de weduwe Sal. de la Para met een omvang van 1208 akkers. Salomon de la Parra (circa 1665 - 30 juli 1709) was eigenaar van een suikerrietplantage en trouwde voor 1687 met Luna de Campos. 
Hun oudste zoon Samuel de la Parra was eigenaar van de verderop gelegen houtplantage Auka (of Auca). Hun tweede zoon David Haim de la Parra was eigenaar van de koffieplantages Wayamoe en Abocha Ranza.